# Franjo Bedeković Komorski
Franjo Bedeković Komorski je bio hrvatski političar.  Član je stare hrvatske plemićke obitelji Bedekovića Komorskih.
Obnašao je dužnost hrvatskog zastupnika u Hrvatsko-ugarskom saboru u Požunu. Obnašao dužnost referenta Ugarske dvorske kancelarije.
Istakao se kao borac za hrvatsku stvar. 1790. se je godine suprotstavio uvođenju mađarskog jezika kao jedinog službenog jezika u Hrvatsko-ugarskom saboru. 
1822. je godine postao barunom, iste godine kad je njegovom zaslugom postignuto ponovno priključenje prekosavskih dijelova Hrvatskoj.